# کلی فاریس
کلی فاریس (انگلیسی: Kelly Faris؛ زادهٔ ۱۶ ژانویهٔ ۱۹۹۱) بازیکن بسکتبال اهل ایالات متحده آمریکا است.
وی در مسابقات کشوری و بین‌المللی در مجموع برندهٔ ۲ مدال طلا شده‌است.